# Fulgencio Batista
Fulgencio Batista y Zaldívar (Banes (Oriente tartomány), Kuba, 1901. január 16. – Guadalmina (Spanyolország), 1973. augusztus 6.)  kubai elnök. 1952-ben vértelen államcsíny következtében került másodszor is hatalomra, azonban nem volt hajlandó visszatérni az alkotmányos kormányzáshoz és ezért széleskörű ellenállási mozgalom kezdődött ellene, amely a kubai forradalom győzelmével ért véget.

## Életpályája
Batista elszegényedett földművesek gyermeke volt. Édesapja Belisario Batista Palermo, édesanyja Carmela Zaldívar Gonzáles voltak. Apai ágról ősi felmenői szicíliaiak, míg oldalágról kínai és fekete afrikai gyökerei voltak. Több helyen is dolgozott mielőtt 1921-ben belépett a hadseregbe, ahol gyorsírói állást kapott. Hamarosan őrmesterré lépett elő. 1933 szeptemberében a Columbia-laktanya tisztjeinek felkelése megdöntötte Gerardo Machado hatalmát, helyére Carlos Manuel de Céspedes ideiglenes elnök került. Batista az ország legbefolyásosabb emberévé vált. 1940-ben elnökké választották, posztját négy éven keresztül őrizte meg. Az elkövetkező nyolc évet New Yorkban és Floridában töltötte. 1952-ben újra jelöltette magát Kuba elnökének, de a közvélemény inkább két ellenfelét támogatta. Három hónappal a választások napja előtt Batista katonai államcsínnyel átvette a hatalmat. Batista véreskezű diktátorként tért vissza, uralma alá hajtotta a sajtót és a kongresszust, hatalmas összegeket sikkasztott el az amúgy is gyengélkedő kubai gazdaságtól. Uralmát végül Fidel Castro forradalmi erői buktatták meg 1958-ban. Rezsimje összeomlott, ezért családjával együtt 1959 újév napján elmenekült Kubából. Madeirán, majd Estorilban, Lisszabon mellett telepedett le. Spanyolországban halt meg szívrohamban, 1973-ban.

## Magánélete
1933-ban elvette a szintén paraszti származású Elisa Godínez Gómezt, akitől két lánya és egy fia született. Házasságuk bár boldog volt, de Batista később mégis beleszeretett egy másik nőbe és Elisa akarata ellenére elvált, hogy feleségül vegye szeretőjét, Marta Fernández Mirandát. Martától öt gyermeke (négy fiú és egy lány) született.
Egyik házassága alatt sem fékezte meg rendkívül csapodár természetét, noha első felesége, Elisa nagyon türelmes volt vele szemben, mivel neveltetése miatt is nem volt híve a válásnak, jóllehet bántották férje félrelépései. Épp ezért nagyon lesújtotta Elisát és gyerekeit, hogy Batista nagyon könnyen beadta a válókereset, csakhogy elvegye Martát.
Egyik kapcsolatából született egy Fermina nevű lánya is, akit elismert sajátjának és anyagilag végig támogatott.

### Batista feleségei

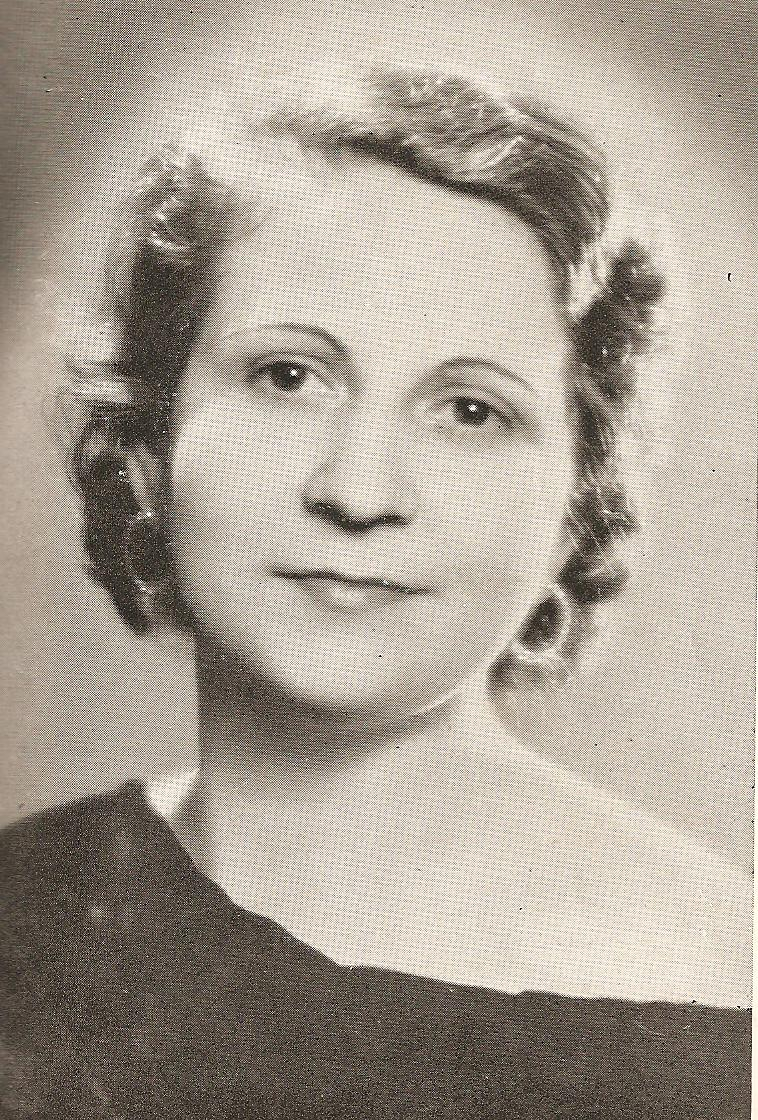
Elisa Godínez Gómez
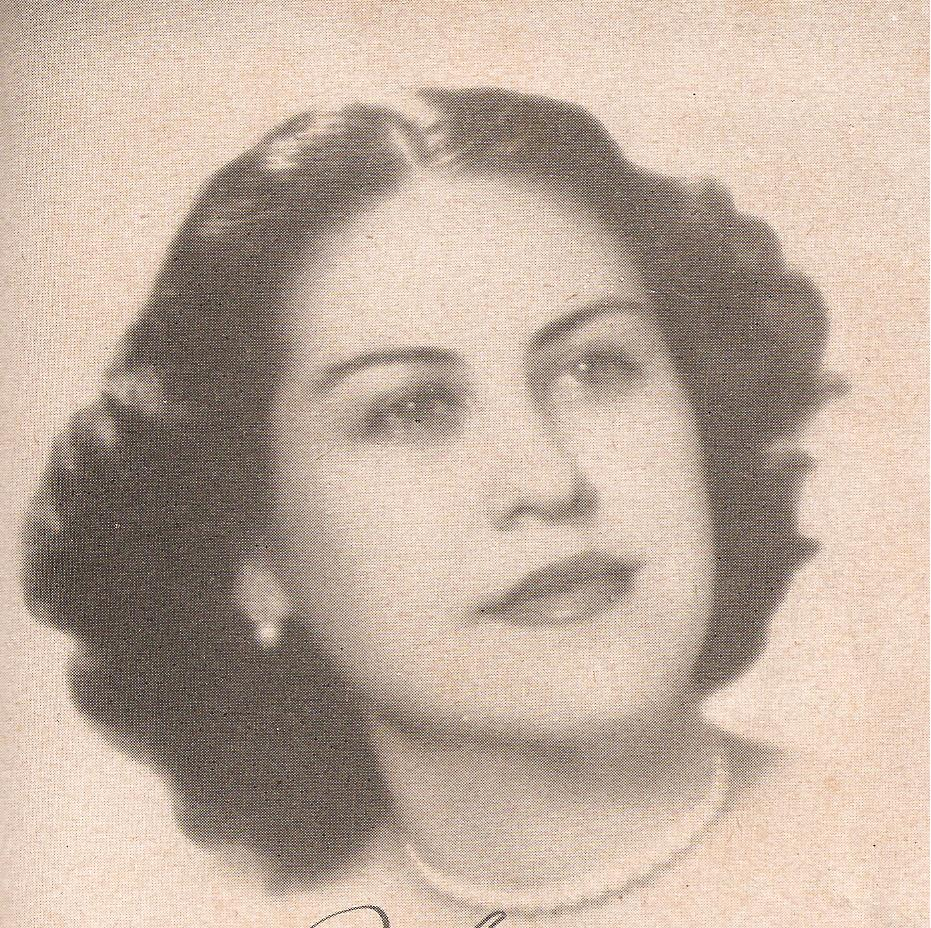
Marta Fernández Miranda

## Fordítás
- Ez a szócikk részben vagy egészben  a   Fulgencio Batista című angol Wikipédia-szócikk fordításán alapul.  Az eredeti cikk szerkesztőit annak laptörténete sorolja fel. Ez a jelzés csupán a megfogalmazás eredetét és a szerzői jogokat jelzi, nem szolgál a cikkben szereplő információk forrásmegjelöléseként.